# موراهالوم
موراهالوم (به مجاری:  Mórahalom) یک منطقهٔ مسکونی در مجارستان است که در چونگراد-چاناد واقع شده‌است. موراهالوم ۶٬۰۹۰ نفر جمعیت دارد.

## خواهرخوانده
شهرهای تمرین (صربستان)، Sânmartin، اونییوف، Chamerau، پیوه‌پلاگو و Bački Vinogradi خواهرخوانده‌های موراهالوم هستند.